# Here's to You
Here's to You (Nicola and Bart) (на български: Ето за теб) е фолклорна песен, изпълнявана и в съпровод на симфоничен оркестър от американската певица и политическа активистка Джоан Байз. Издаден е през 1971 г. като последната част от саундтрака към филма Sacco e Vanzetti (Сако и Ванцети), филмова адаптация на процеса на Министерството на правосъдието на САЩ срещу Сако и Ванцети, който привлича международното внимание през 20-те години на миналия век. Текстът е на Байз, музиката е композирана от Енио Мориконе. Песента се превръща в химн на движението за правата на човека през 70-те години.
След премиерата на филма различни други видни изпълнители адаптират тази песен със свои собствени аранжименти и кавър версии, някои от които са многоезични. Със своята запомняща се мелодия, Here's to You се превръща в международно признат химн за жертвите на политическото правосъдие, който има въздействие и днес и днес се смята за евъргрийн.
Песента е в памет на родените в Италия анархисти Никола Сако и Бартоломео Ванцети, които са осъдени на смърт в сензационен процес от американски съдилища през 20-те години на миналия век и екзекутирани на 23 август 1927 г. В хода на процеса обаче в публичното пространство са изразени силни съмнения относно правилността на воденето на производството и последвалата осъдителна присъда, които са мотивирани предимно от отвращение към политическите нагласи и произхода на обвиняемите и по-малко от ясни доказателства за грабежа и убийството, в които са обвинени.
Песента на Баез е третата и последна част от Баладата за Сако и Ванцети, композирана за филма, режисиран от Джулиано Монталдо. Състои се от четири реда текст, повтарящи се осем пъти подред. Последните два реда заемат изречение от едно от писмата на Бартоломео Ванцети, в което той пише:
„Последният момент принадлежи на нас, тази агония е нашият триумф!“
„Последният момент е наш, тази агония е нашият триумф!“
Парчето е използвано, наред с други неща, в документалния епизод на филма Deutschland im Herbst (означава Германската есен на 1977 г.), придружаващ погребални сцени за терористите от RAF Андреас Баадер, Гудрун Енслин и Ян-Карл Пачне, които се самоубиват в Щутгарт (Станмхайм) затвор. Използвайки песента, създателите на филма правят директна препратка към случая с италианските анархисти, предоставяйки интерпретация на това как държавните власти по света ще се справят с антиавторитарните политически идеалисти.
Друга интерпретация вижда съзнателно сравнение и връзка на ситуацията в Германия с по-ранни леви политически движения и техните мъртви. В същото време, като преход към рамковото изречение на филма („Когато стигнете до определен момент в жестокостта, няма значение кой го е извършил: трябва просто да спре.“) Той изразява надеждата, че бъдещите дебати ще бъдат мирни начини за успех.
Песента е използвана и във филма The Deep Sea Divers и компютърните игри Metal Gear Solid 4: Guns of the Patriots и Metal Gear Solid V: Ground Zeroes.